# Tour du Limousin 2002
Il Tour du Limousin 2002, trentacinquesima edizione della corsa, si svolse dal 20 al 23 agosto 2002 su un percorso di 717 km ripartiti in 4 tappe, con partenza e arrivo a Limoges. Fu vinto dal francese Patrice Halgand della Jean Delatour davanti all'italiano Guido Trentin e al francese Pierrick Fédrigo.

## Tappe
| Tappa  | Data      | Percorso                                 | km    | Vincitore di tappa | Leader cl. generale |
| ------ | --------- | ---------------------------------------- | ----- | ------------------ | ------------------- |
| 1ª     | 20 agosto | Limoges > Guéret                         | 156,6 | Patrice Halgand    | Patrice Halgand     |
| 2ª     | 21 agosto | Guéret > Lissac-sur-Couze                | 191   | Christophe Rinero  | Patrice Halgand     |
| 3ª     | 22 agosto | Saint-Pantaléon-de-Larche > Rochechouart | 193   | Robert Sassone     | Patrice Halgand     |
| 4ª     | 23 agosto | Rochechouart > Limoges                   | 176,8 | Pierrick Fédrigo   | Patrice Halgand     |
| Totale | Totale    | Totale                                   | 717   |                    |                     |

## Dettagli delle tappe

### 1ª tappa
- 20 agosto: Limoges > Guéret – 156,6 km

| Pos. | Corridore       | Squadra       | Tempo    |
| ---- | --------------- | ------------- | -------- |
| 1    | Patrice Halgand | Jean Delatour | 3h31'35" |
| 2    | Guido Trentin   | Cofidis       | s.t.     |
| 3    | Ludovic Turpin  | AG2R          | a 31"    |

| Pos. | Corridore       | Squadra       | Tempo |
| ---- | --------------- | ------------- | ----- |
| 1    | Patrice Halgand | Jean Delatour |       |

### 2ª tappa
- 21 agosto: Guéret > Lissac-sur-Couze – 191 km

| Pos. | Corridore         | Squadra         | Tempo    |
| ---- | ----------------- | --------------- | -------- |
| 1    | Christophe Rinero | Saint-Quentin   | 4h30'14" |
| 2    | Stuart O'Grady    | Crédit Agricole | s.t.     |
| 3    | Anthony Geslin    | Bonjour         | a 2"     |

| Pos. | Corridore       | Squadra       | Tempo    |
| ---- | --------------- | ------------- | -------- |
| 1    | Patrice Halgand | Jean Delatour | 8h01'54" |

### 3ª tappa
- 22 agosto: Saint-Pantaléon-de-Larche > Rochechouart – 193 km

| Pos. | Corridore            | Squadra | Tempo    |
| ---- | -------------------- | ------- | -------- |
| 1    | Robert Sassone       | Cofidis | 4h36'23" |
| 2    | Frédéric Mainguenaud | Bonjour | a 7"     |
| 3    | Martin Elmiger       | Phonak  | a 9"     |

| Pos. | Corridore       | Squadra       | Tempo     |
| ---- | --------------- | ------------- | --------- |
| 1    | Patrice Halgand | Jean Delatour | 12h40'56" |

### 4ª tappa
- 23 agosto: Rochechouart > Limoges – 176,8 km

| Pos. | Corridore        | Squadra         | Tempo    |
| ---- | ---------------- | --------------- | -------- |
| 1    | Pierrick Fédrigo | Crédit Agricole | 4h08'01" |
| 2    | Baden Cooke      | FDJ             | s.t.     |
| 3    | Stuart O'Grady   | Crédit Agricole | s.t.     |

| Pos. | Corridore        | Squadra         | Tempo     |
| ---- | ---------------- | --------------- | --------- |
| 1    | Patrice Halgand  | Jean Delatour   | 16h48'57" |
| 2    | Guido Trentin    | Cofidis         | a 2"      |
| 3    | Pierrick Fédrigo | Crédit Agricole | a 31"     |

## Classifiche finali

### Classifica generale
| Pos. | Corridore           | Squadra                  | Tempo     |
| ---- | ------------------- | ------------------------ | --------- |
| 1    | Patrice Halgand     | Jean Delatour            | 16h48'57" |
| 2    | Guido Trentin       | Cofidis                  | a 2"      |
| 3    | Pierrick Fédrigo    | Crédit Agricole          | a 31"     |
| 4    | Ludovic Turpin      | Ag2r Prévoyance          | a 35"     |
| 5    | Jean-Michel Tessier | Cofidis                  | a 37"     |
| 6    | David Latasa Lasa   | iBanesto.com             | s.t.      |
| 7    | Patrik Sinkewitz    | Mapei-Quick Step Espoirs | a 49"     |
| 8    | Charles Guilbert    | Bonjour                  | a 1'30"   |
| 9    | Régis Lhuillier     | FDJ                      | a 1'33"   |
| 10   | Franck Bouyer       | Bonjour                  | a 1'49"   |